# Eumacrodes yponomeutaria
Eumacrodes yponomeutaria là một loài bướm đêm trong họ Geometridae.